# Levantamiento del EPR
El Levantamiento del EPR, fue una insurgencia encabezada por la guerrilla Ejército Popular Revolucionario, ocurrida el 28 de junio de 1995 en los estados de Guerrero y Oaxaca, ocurriendo escaramuzas en estados como Tabasco o Estado de México. El objetivo del levantamiento fue el “enfrentar y destruir el poder militar de la burguesía y derrotar todo intento intervencionista del imperialismo, para la consecución de los objetivos históricos del proletariado: la toma del poder político, la instauración de la dictadura del proletariado y la construcción del socialismo, teniendo además la tarea de convertirse en salvaguarda principal de la sociedad socialista y de la defensa de la patria” que, bajo la dirección del partido y con el apoyo de la población lo haría posible.
Las autoridades mexicanas respondieron con rapidez logrando contener los enfrentamientos en los estados de Guerrero y Oaxaca, además de criminalizar a varios movimientos sociales.

## Trasfondo
El Ejército Popular Revolucionario es una guerrilla marxista-leninista fundada el 28 de junio de 1996, esto a un año de haber ocurrido Masacre de Aguas Blancas, masacre perpetrada por la Policía Judicial del estado de Guerrero en el vado de Aguas Blancas, cuando un grupo de campesinos de la Organización Campesina de la Sierra del Sur se dirigían rumbo a Atoyac de Álvarez cuando fueron detenidos. Al momento de pedir que bajaran de sus vehículos, cuando elementos de la policía realiza disparos contra los campesinos, dejando un saldo de 17 muertos y 23 gravemente heridos.
El nacimiento de esta guerrilla es vista como la influencia del levantamiento zapatista, sobre todo el problemático proceso de transición democrática que no alcanza a las zonas rurales, condicionando el sustento social de la lucha armada. Su poca trascendencia en los medios de comunicación masivos también diferencia la experiencia eperrista, que se debate entre los problemas internos, la represión y la definitiva conclusión del proyecto original.

## Cronología

### Primera ofensiva
El 19 de julio, en uno de sus comunicados, la guerrilla informó haber matado a seis soldados viajaban de Chilapa a Tixtla durante una emboscada dejando un soldado muerto y dos heridos. Aunque el grupo clama que el ataque dejó cinco soldados muertos y seis heridos, además de reportar que el ejército sobrevoló el área con aviones de combate en busca de más guerrilleros. Mientras que el 1 de agosto, en el poblado de El Guayabo, municipio de Técpan de Galeana, el EPR hirió a un teniente del ejército mexicano. El 7 de agosto realizó una ofensiva contra un campamento militar ubicado cerca del poblado de Los Encinos, en Coyuca de Benítez, resultando muertos por lo menos treinta soldados. Como antecedente de estos ataques, un grupo autodenominado "Ejército Justiciero del Pueblo Indefenso" se adjudicaron el doble asesinato de Pedro Enrique Ramírez y el maestro Agustín Ramírez Rodríguez en Ocotequila y otro doble asesinato en  Oztocingo. Este mismo grupo se adjudicó el ataque contra un cuartel de la Policía Judicial del Estado en el municipio de Tlapa, dejando como saldo tres agentes heridos.
El 10 de agosto emboscó un convoy militar en Zumpango de Neri, falleciendo en esta ocasión dos soldados. Después de esta seguidilla de ataques el ejército desplego más efectivos al estado de Guerrero, además de negar la publicación de algunos falsos panfletos expuestos por la prensa. Además el grupo señala a los medios de comunicación como un aliado del estado, además de anunciar más ataques tanto en la región como en otros estados. 
El 28 de agosto del mismo año, el EPR apareció por primera vez en el estado de Oaxaca como parte de su campaña político-militar en otros estados. En esa ocasión, difundió propaganda en donde expresaba que actuaba "por los desaparecidos políticos y en memoria de los asesinados, de los masacrados y caídos en combate en la nueva revolución popular, y como respuesta a la escalada represiva y a la militarización desplegada por el gobierno antipopular de Ernesto Zedillo contra el pueblo y el movimiento armado revolucionario". 
El 31 de agosto, cuando se retiraban de Santa María Huatulco, nuevamente se enfrentaron con miembros del ejército mexicano en La Perdiz, San Mateo Piñas, donde murieron dos soldados y un guerrillero. En la acción, y conforme a lo expuesto en el parte militar del Ejército Mexicano, se expresó que un destacamento del EPR tomó alrededor de las 9:15 de la noche el municipio de Tlaxiaco, Oaxaca. En la madrugada del siguiente día, dos destacamentos del EPR tomaron por 45 minutos el poblado de La Crucecita, en Santa María Huatulco, donde se enfrentaron con miembros de la Armada, de la Policía Judicial Federal y policías preventivos de Oaxaca, muriendo once marinos y policías, además de un civil. Por su parte, el EPR reportó once muertos y dos heridos. El 30 de agosto del mismo año militantes emboscaron una unidad militar en el kilómetro 35+700 de la carretera Villa Madero-Carácuaro.
Para el mes de septiembre el grupo siguió lanzando comunicados anunciando su expansión por la república, mencionando que la inyección de recursos económico en algunos estados como Chiapas, Guerrero, Veracruz, Oaxaca y Puebla eran una estrategia distractora que un verdadero esfuerzo para acabar con la desigualdad. También se adjudicó atentados en tiendas Woolworth y otros establecimientos en Acapulco.
 Días después fueron arrestados en Villahermosa, Tabasco cuatro supuestos guerrilleros que estaban vinculados al Partido Revolucionario Institucional, culpándolos de haber tomado momentáneamente una estación de radio local. El grupo negó que los arrestados fueran miembros de la guerrilla, manifestando que este era un montaje más del estado al movimiento. El 6 de septiembre el grupo clamo responsabilidad de la toma de una estación de radio local en la que leyeron un comunicado, el ataque a un módulo policiaco en el parque “La pólvora”, con saldo de un policía muerto, responsabilizándose públicamente de la acción y dejando propaganda en el lugar, así como el reparto de propaganda en mercados, escuelas, lugares públicos y otros municipios. El 8 de septiembre el grupo clamo responsabilidad de varios ataques a la base aérea militar que se encuentra al sur del Aeropuerto Internacional Benito Juárez, el hostigando el hangar militar y las oficinas de la PGR en el Aeropuerto Internacional, 28/a. Zona Militar, además de la momentánea toma por espacio de 10 minutos la radiodifusora XHOCA (La Grande de Oaxaca), dejando en el lugar propaganda revolucionaria, todo ocurrido en el estado de Oaxaca. También se destacan otros ataques el Tlaxiaco, la toma momentánea de la ciudad de La Crucesita cerca del centro Turístico de Huatulco y el ataque a los cuárteles de la policía municipal, estatal, federal, policía judicial ejército. También se registraron ataques con granada en Naucalpan y en Puebla, los cuales se desconoce el saldo (clamando en sus comunicados del grupo una decena de muertos por ello). Los ataques coordinados en el Estado de México, Guerrero y  Oaxaca dejan un saldo de 15 muertos y más de 20 heridos, mientras que los guerrilleros reportaron haber perdido dos militantes y otros tres fueron heridos, siendo el ataque más letal del grupo. El 11 de septiembre el EPR anuncia su llegada al estado Chiapas resaltando el antecedente reciente del levantamiento zapatista y las graves desigualdades económicas y sociales del estado. Aun así el grupo descartó una unión con el EZLN, el cual no compartía sus objetivos y tácticas, tomando distancia de ellos.
Después de esta ofensiva, sobrevino una serie detenciones y arrestos extrajudiciales, las cuales varias organizaciones hicieron hincapié en posibles violaciones a derechos humanos. En respuesta a esta avanzada el grupo bajo la intensidad de su actividad armada, además de denunciar falsos panfletos aparecieron en Lázaro Cárdenas, los cuales negaron la autoría de estos comunicados. En este contexto el grupo negó también la autoría del secuestro del periodista Razhy Gónzalez (el cual fue secuestrado por elementos de la policía judicial) y las amenazas de toques de queda a civiles en Guerrero. A finales de septiembre de 1996 aparece el primer tomo de la revista de El Insurgente (muchas veces entregadas por los propios guerrilleros a comunidades en estados como Guerrero o Michoacán), principal órgano de difusión del grupo y sus movimientos políticos asociados, teniendo actividad hasta nuestros días. Días después el grupo anuncia su expansión al estado de Hidalgo y el anuncio de más actividades en estados como Guerrero y Oaxaca.
El 28 de octubre, militantes del EPR emboscaron a miembros del ejército a la altura del Puerto las Cruces de la carretera federal México-Toluca y en el municipio de San Juan Teotihuacán, dejando más de die soldados heridos, mientras el grupo clama haber matado a ocho soldados una cantidad indeterminada de heridos. El 31 de octubre miembros del EPR atacaron un edificio policial cerca de la cabecera municipal de Coacalco, Estado de México, que dejó como saldo un policía muerto y dos heridos. El mismo día clama un ataque en Atoyac de Álvarez que no dejó heridos, además de una supuesta detención de un guerrillero en el municipio de Zumpango del Río, al cual acusan al ejército de haberlo detenido. Después de este incidente el grupo anuncio una tregua del 5 al 17 de noviembre, esto por las elecciones locales que se celebraban en 1996.
En un comunicado la guerrilla dio a conocer que el "combatiente Rafael" responde al nombre Andrés Tzompaxtle Tecpile, acusando a las autoridades de desaparición forzada y que el militante estaba sufriendo torturas por parte de las fuerzas de seguridad. Además este caso es comúnmente referido por organizaciones de derechos humanos como claro ejemplo de las arbitrariedades que sufren los combatientes de guerrillas en México. Inclusive en el libro La Escuela del dolor de Jhon Gibler narra de manera detallada sus motivaciones al entrar a la guerrilla, hasta su detención por fuerzas militares y su posterior fuga. El 29 de noviembre un periódico peruano público una nota en la que confirmaba supuestos nexos entre el EPR y Sendero Luminoso, días después el EPR saco un comunicado negando cualquier nexo con la organización peruana. Al día siguiente el grupo saco un comunicado solidarizándose con distintas causas sociales en el estado de Michoacán, así como reafirmando su presencia en el estado. Durante esta última parte del año el EPR aumenta sus actividades de reclutamiento en varios estados del país. El 17 de diciembre el grupo publica un comunicado donde anunciaba un cese al fuego partir de las 00:00 horas. del 20 de diciembre, hasta las 19:00 horas. del 7 de enero de 1997.

### Segunda ofensiva
En febrero de 1997 irrumpe el Frente Armado de Liberación de los Pueblos Marginados de Guerrero (FALPMG), con una entrevista realizada a los medios, en donde destaca su interés en alcanzar un  diálogo con el gobierno federal, siempre y cuando existan las condiciones para ello, haciéndose llamar "un grupo armado pacífico". Por otro lado tampoco descarta el uso de la fuerza en caso de alguna provocación del estado mexicano.
Ejemplo de esto fue la campaña de propaganda que realizó el grupo en estados como Estado de México, Guerrero, Michoacán entre otros que incluyó enfrentamiento con las autoridades. En abril de 1997 fueron muertos cinco policías motorizados en el paraje Ojo de Agua. La acción fue reivindicada por el EPR en una conferencia de prensa en Guerrero. El 26 de mayo un contingente del EPR se enfrasco en un enfrentamiento con elementos del ejército federal que patrullaban la zona  en la carretera Federal, en el tramo comprendido entre Tlapa y Chilapa cerca del poblado Tepozonalco en el estado de Guerrero. El saldo fue de dos guerrilleros y dos sargentos muertos y fueron heridos tres médicos militares.
 Horas después miembros del EPR atacaron la 27.ª Zona Militar en las inmediaciones de El Guanábano, Atoyac de Álvarez que dejó tres soldados y dos militantes muertos, así como una indeterminada cantidad de heridos. El EPR en su comunicado clamo el ataque confirmando la baja de dos guerrilleros, pero mencionando el saldo de 23 soldados heridos y muertos.
El 30 de agosto el grupo negó haber sido entrevistado por el periódico El Cambio de Michoacán, mencionando que esa entrevista es apócrifa, siendo común que en meses siguientes falsos guerrilleros realicen entrevistas con medios de comunicación. No fue hasta junio de 1998 cuando el EPR se pronunció por la masacre del Charco, ocurrida en la escuela primaria Caritino Maldonado Pérezesto en el municipio de Ayutla de los Libres, que dejó 11 personas muertas y 5 heridas así como veintidós detenidos. Entre los difuntos estaba Ricardo Zavala, un estudiante de la Universidad Nacional Autónoma de México (UNAM), y algunos guerrilleros del Ejército Revolucionario del Pueblo Insurgente, acusando a los soldados de haber ejecutado extrajudicialmente a los guerrilleros y los civiles que estaban en los alrededores.
Ya para 1999, el grupo tuvo una baja en sus actividades armadas pero teniendo bastante actividad política tanto a nivel estatal como regional.